# 官渡古镇
24°57′28.4″N 102°45′11.9″E / 24.957889°N 102.753306°E

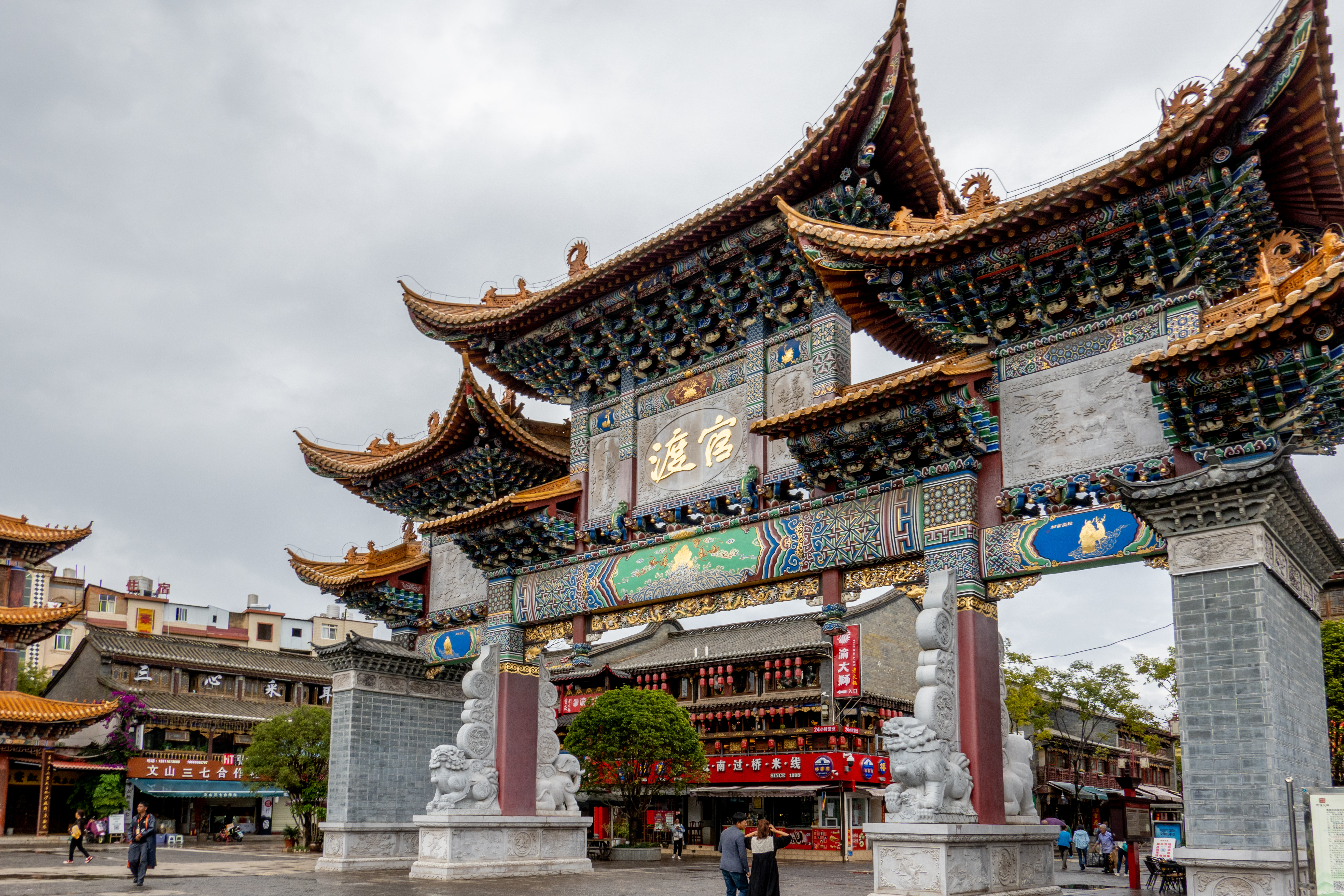
官渡古镇牌坊

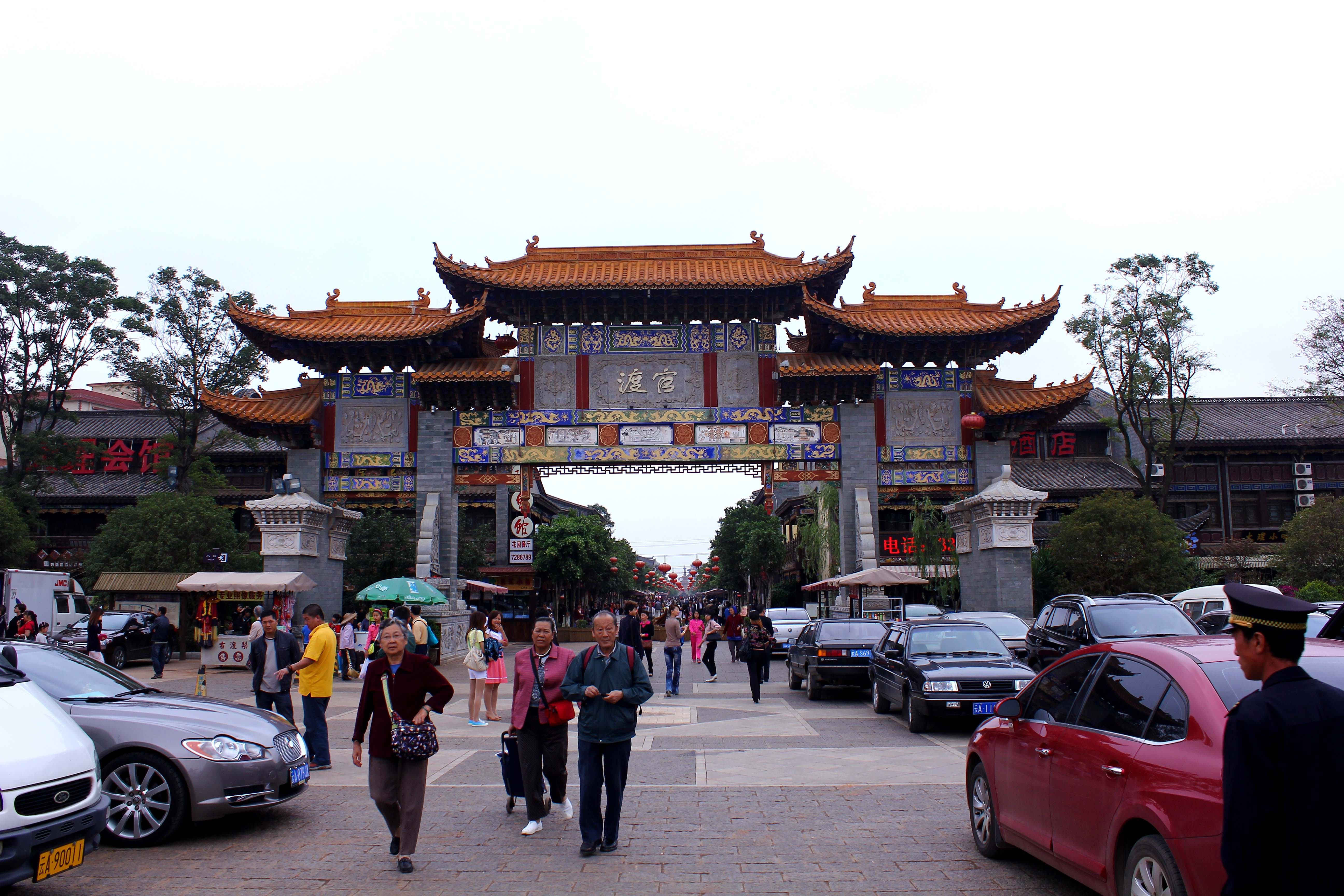
官渡古镇

官渡古镇位于中国云南省昆明市东南郊，地处滇池北岸、宝象河下游，距市中心区约10公里，是一座全国特色景观旅游名镇，国家4A级旅游景区。
官渡是滇文化的发祥地之一，古称“蜗洞”，原系滇池东岸一片突起的小丘，3500年前就有人类在此活动聚居。南诏凤迦异在此设置渡口，官绅往来不绝，吟诗作赋，陶然忘返，故名官渡。距今已有1000多年的历史，至今仍较完整地保存了昆明地方传统历史文化风貌。2001年4月至2003年4月，官渡古镇历时两年完成了修复重建一期工程，总投资约1.2亿元。官渡古镇一时成为旅游热点城镇。
官渡古镇主要景点：
- 官渡八景：古渡渔灯、螺峰叠翠、云台月照、右圃牧羊、凌云烟缭、滇南草坪、金刚夜语、笔写苍穹；
- 官渡五山：螺峰山、观音山、云台山、庄居山、许居山；
- 官渡六寺：妙湛寺、法定寺、观音寺、燃灯寺、五谷寺、飞梁寺；
- 官渡七阁：文明阁、凌云阁、魁星阁、斗姆阁、玉皇阁、华严阁、毗卢阁；
- 官渡八庙：土主庙、岳王庙、娘娘庙、文庙、武庙、火神庙、太乙庙、地龙庙；
- 官渡二宫：三圣宫、云台宫；
- 官渡二河；即宝象河、宝象新河。